# Pyrura zelenolící
Pyrura zelenolící (Pyrrhura molinae) je druh papouška z čeledi papouškovitých. Je jedním z nejběžněji vyskytujících se pyrurů v chovech.

## Výskyt

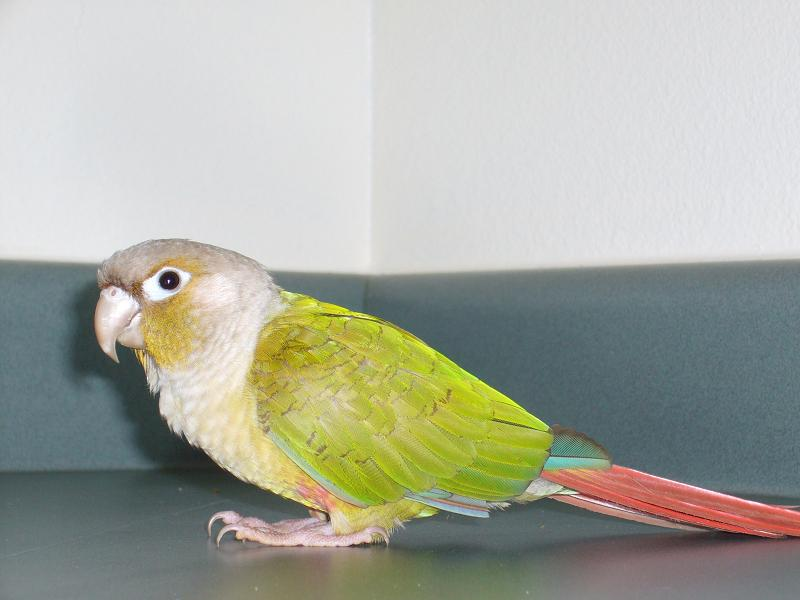
Skořicová mutace

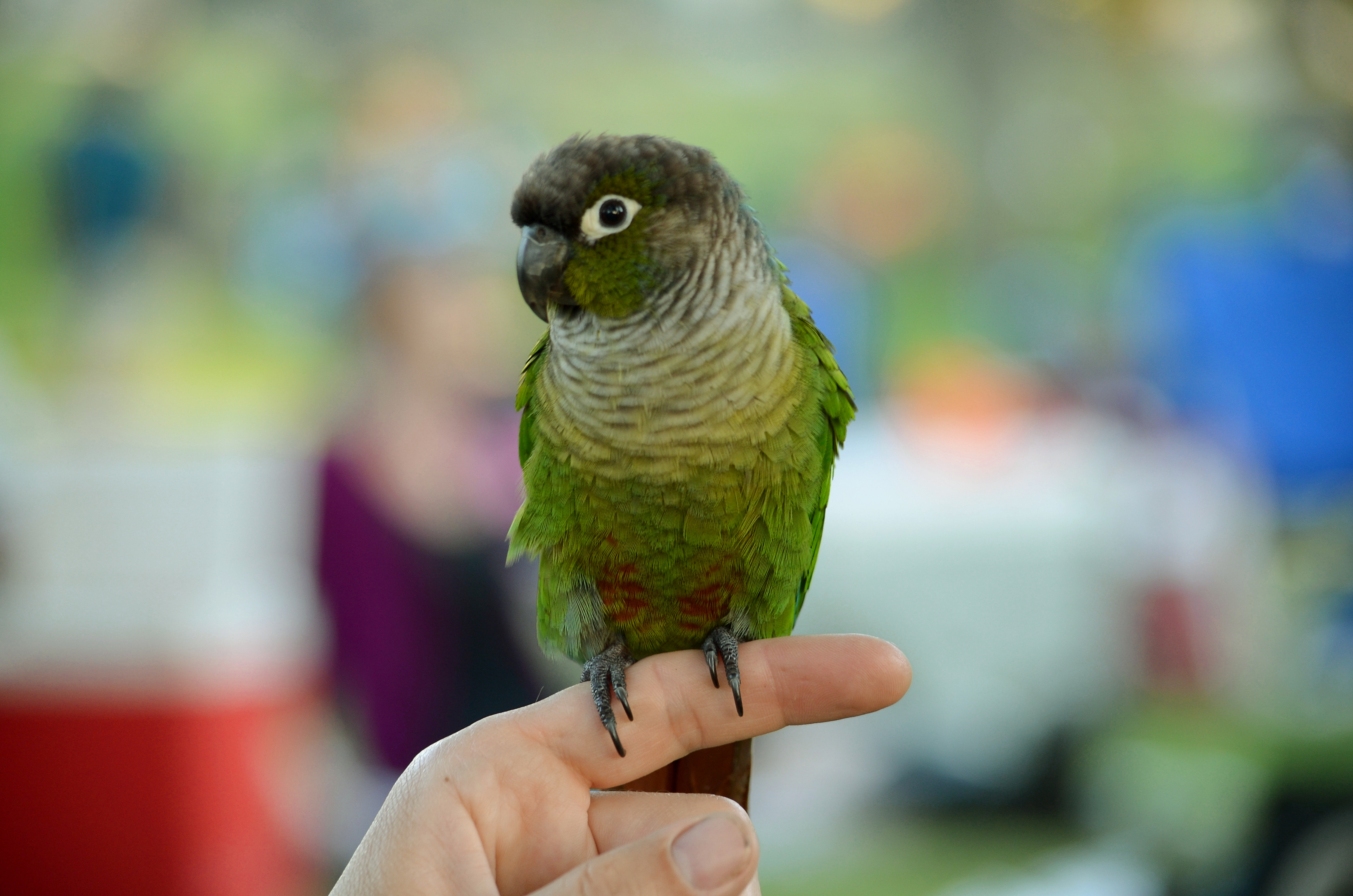
Pyrura sedící na prstě

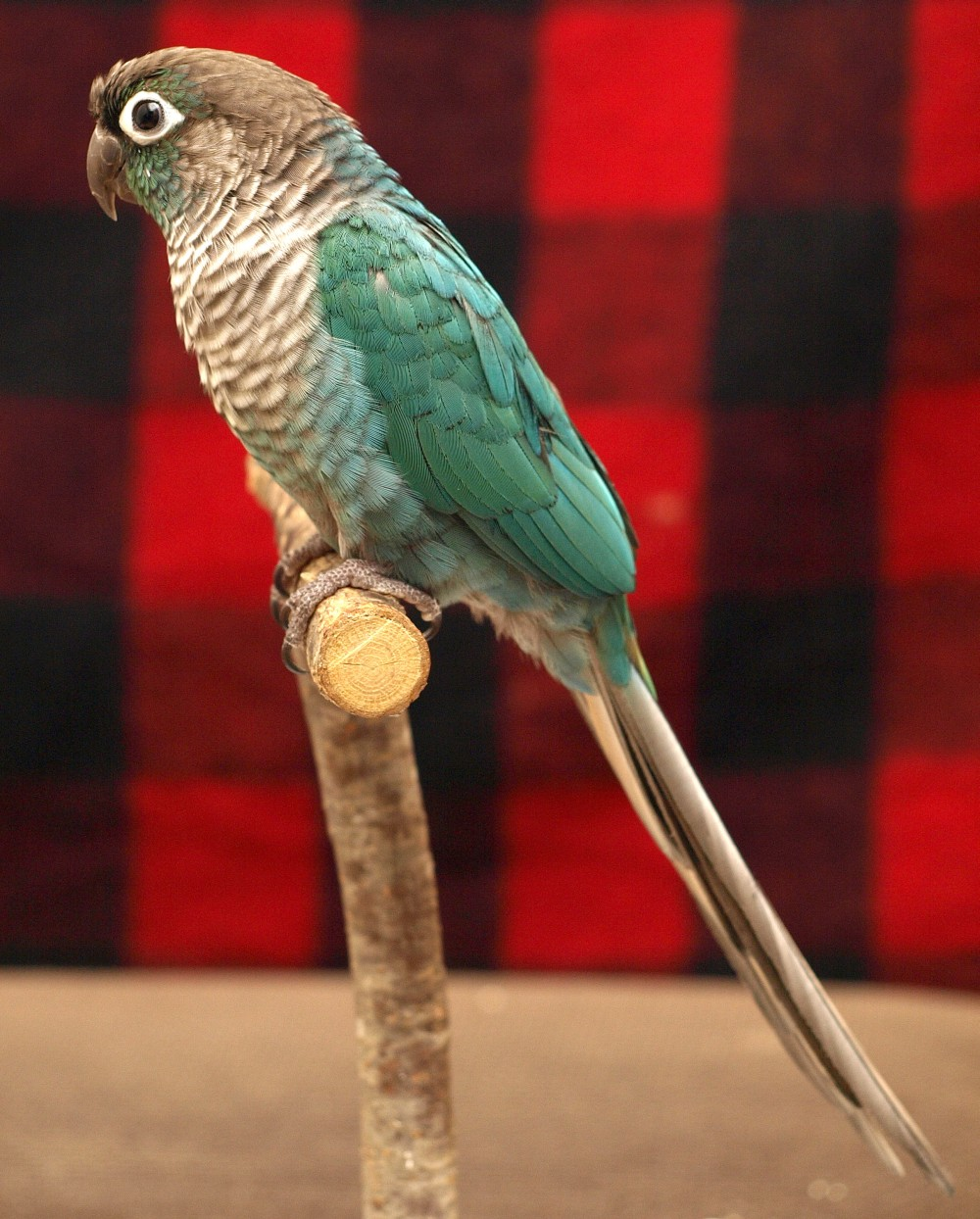
Tyrkysová mutace

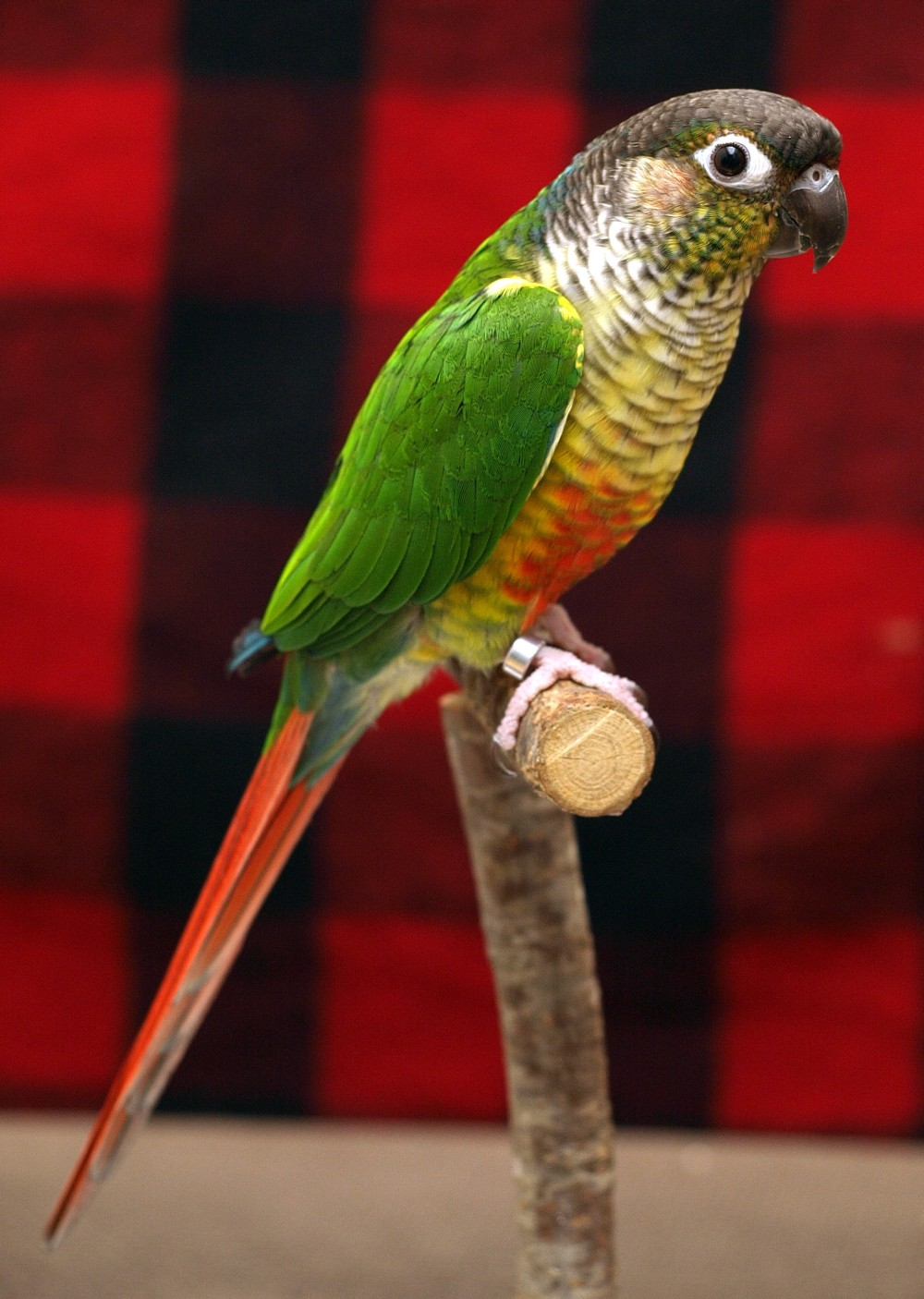
Poddruh Pyrrhura molinae hypoxantha

Pyrura zelenolící se vyskytuje stejně jako jiné druhy pyrurů v Jižní Americe, a to převážně v Bolívii, v brazilském regionu Mato Grosso, severozápadní Argentině a v západním Paraguay. Vyskytuje se v tropických lesích.

## Popis
Pyrura zelenolící je vysoký 26 cm a váží 60 až 80 g. Základní mutace má zelená křídla, zelené tváře a většinu těla zelenou. Kromě toho má tmavě šedé temeno hlavy, světle šedou hruď, červené břicho a ocas a horní část ocasu modrou. Mají růžové nebo černošedé nohy, černý zobák a výrazně bílý oční kroužek a ozobí. Mezi samicí a samcem neexistuje žádný pohlavní dimorfismus, pohlaví je proto nutno určit pomocí DNA testů nebo endoskopie.

## Poddruhy a mutace
Pyrura zelenolící se dělí na sedm poddruhů:
- Pyrrhura molinae australis (Pyrura zelenolící argentinský)
- Pyrrhura molinae flavoptera (Pyrura zelenolící červenoramenný)
- Pyrrhura molinae hypoxantha (Pyrura zelenolící východní)
- Pyrrhura molinae molinae (Pyrura zelenolící horský)
- Pyrrhura molinae phoenicura (Pyrura zelenolící západní)
- Pyrrhura molinae restricta (Pyrura zelenolící bolivijský)
- Pyrrhura molinae sordida (Pyrura zelenolící jižní)

Pyrura se též v chovech může vyskytovat kromě obvyklého zbarvení i ve skořicové, ananasové, tyrkysové mutaci nebo v mutaci se žlutými boky.

## Chov
Pyrurové zelenolící jsou v chovech běžní a oblíbení společenští papoušci. Někteří jedinci se mohou naučit i opakovat lidská slova. 

## Rozmnožování
Pyrura zelenolící obvykle do hnízda snáší čtyři až šest vajec. Na těch pak sedí 22 až 25 dní, než se vylíhnou mláďata.

## Potrava
Pyrurové zelenolící se ve volné přírodě živí různými semeny, zeleninou a ovocem. V zajetí se živí banánem, rozinkami nebo slunečnicovými či saflorovými semeny.

## Galerie

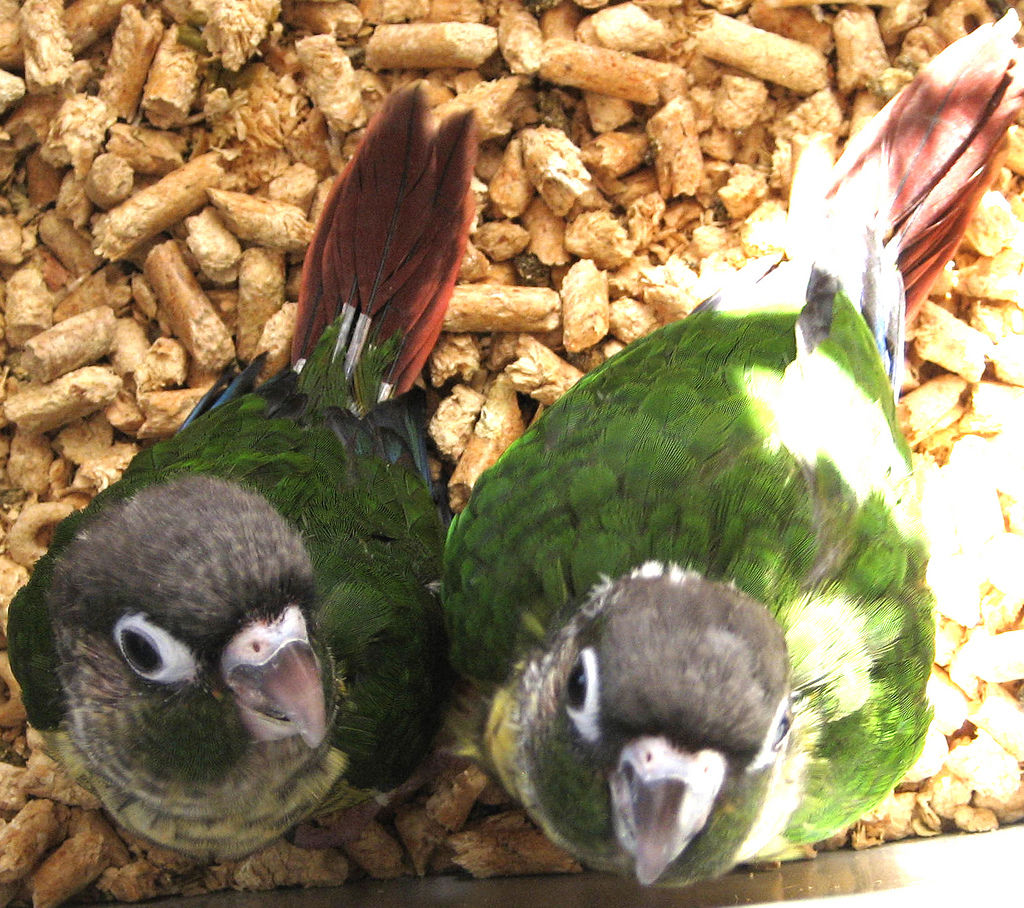
Pár mladých pyrurů
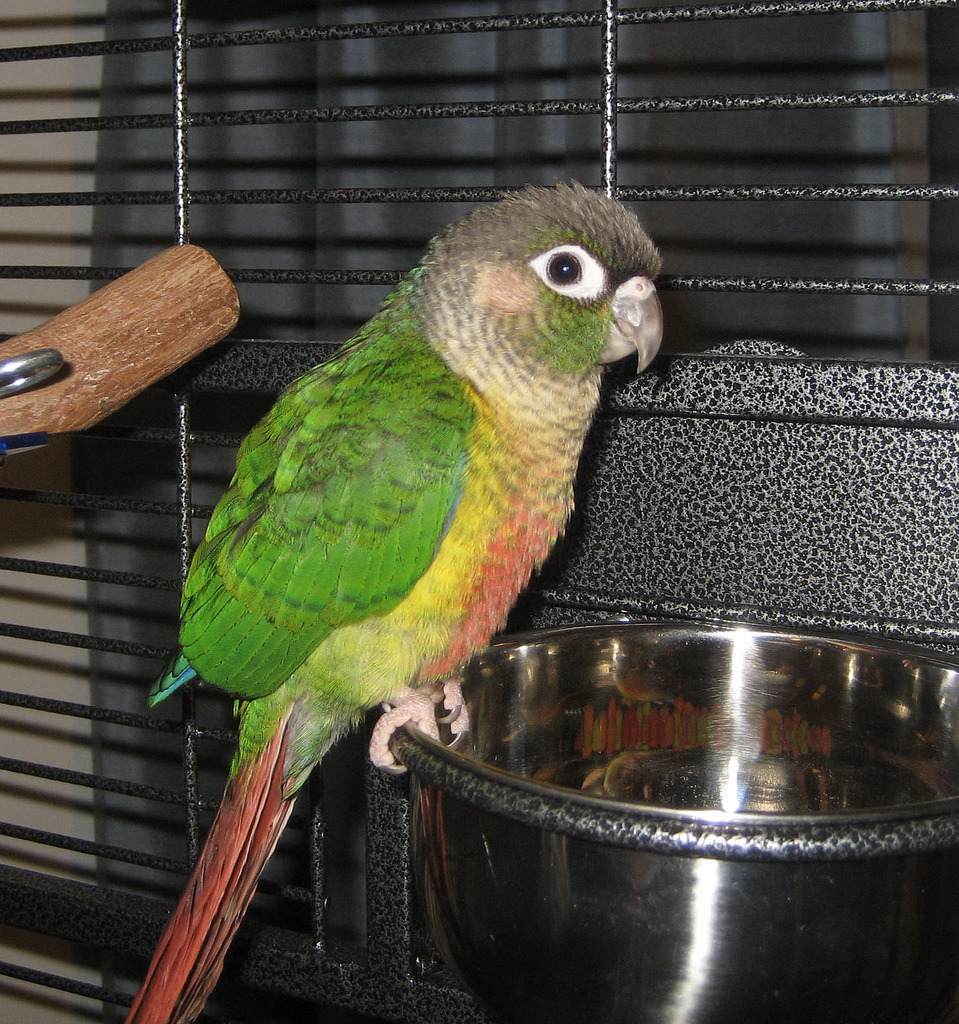
Poddruh Pyrrhura molinae hypoxantha
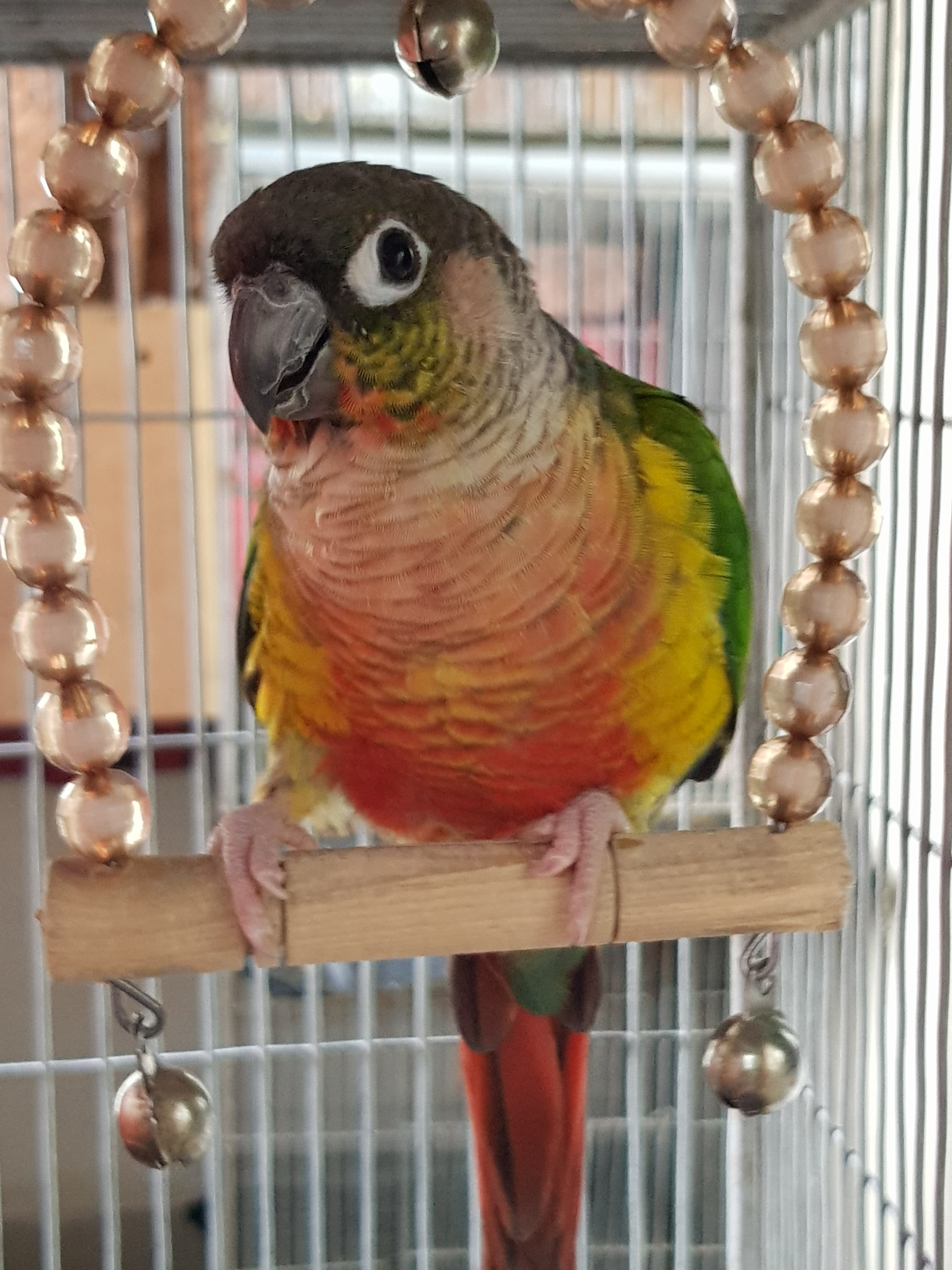
Pyrura zelenolící v zajetí, poddruh Pyrrhura molinae hypoxantha
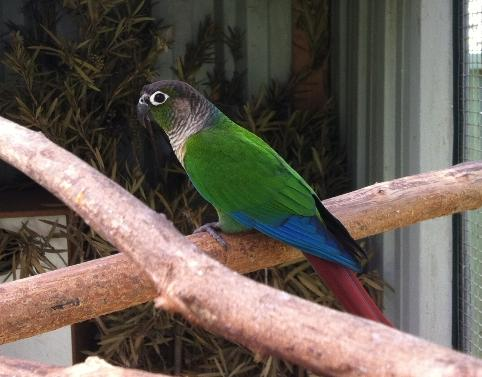
Pyrura zelenolící
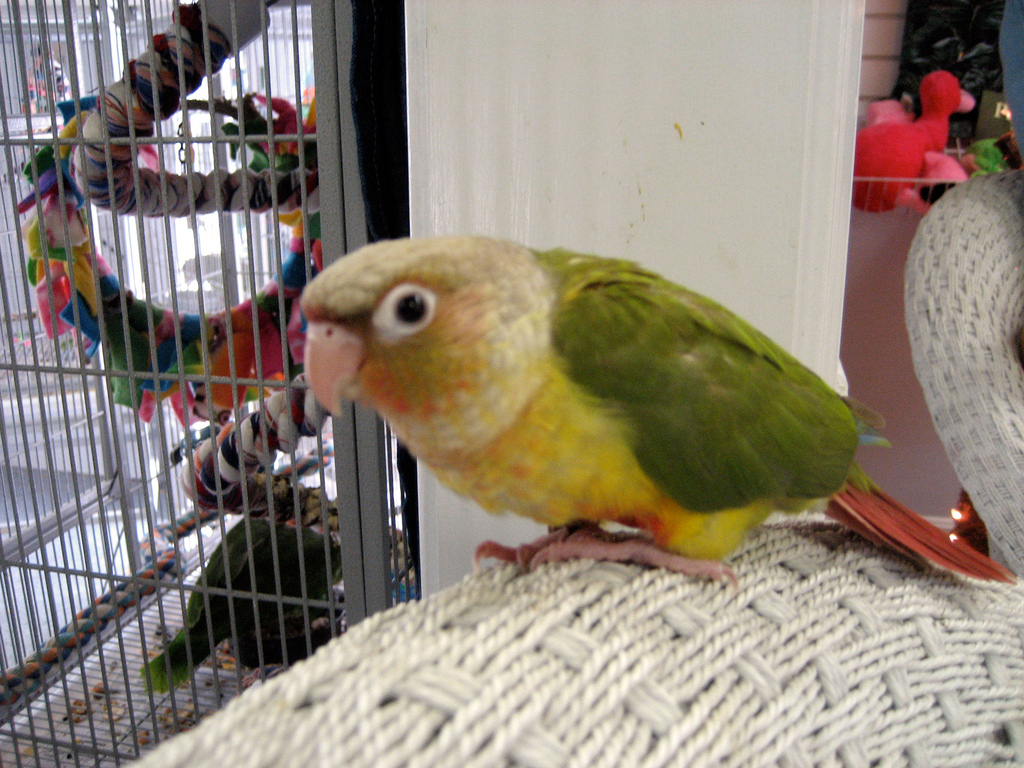
Ananasová mutace
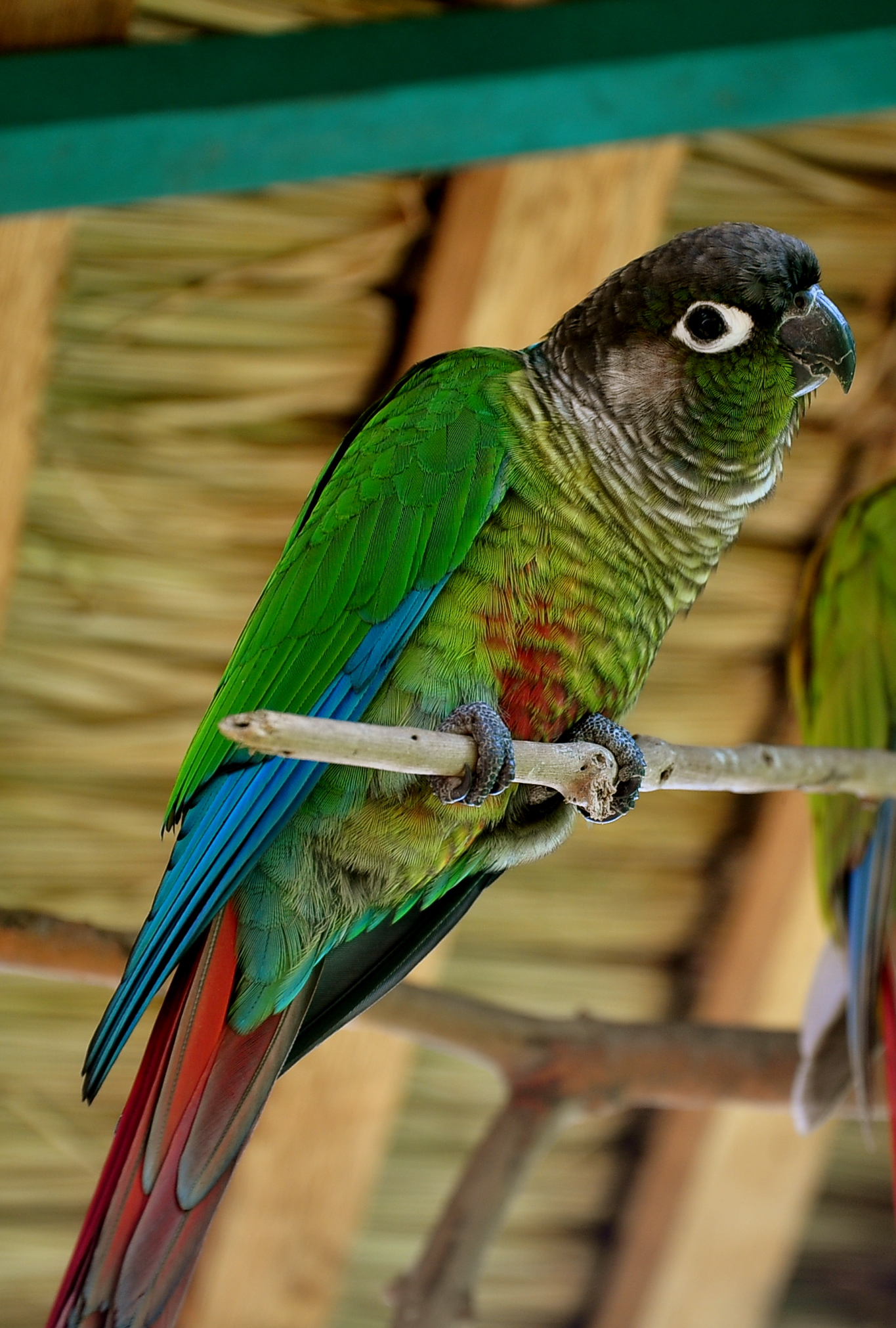
Pyrura zelenolící